# اچ‌ام‌اس توسکانی (آر۵۶)
اچ‌ام‌اس توسکانی (آر۵۶) (به انگلیسی: HMS Tuscan (R56)) یک کشتی بود. این کشتی در سال ۱۹۴۲ ساخته شد.